# Время убивать (фильм, 1989)
Время убивать (итал. Tempo di uccidere) — фильм режиссёра Джулиано Монтальдо, экранизация одноимённого романа (Tempo di uccidere) Эннио Флайано. 

## Сюжет
1936 год, войска фашистской Италии вторгаются в Эфиопию. Лейтенант Энрико Сильвестри, которого мучает зубная боль, решает во что бы то ни стало добраться до зубного врача из ближайшего лагеря. Но грузовик, на котором он отправился в путь, попадает в аварию, врезаясь в скалу, и поэтому Сильвестри продолжает свой путь пешком. На пути он встречает и насилует симпатичную молодую эфиопку. Вскоре, пытаясь убить дикое животное, он нечаянно ранит девушку, и, чтобы она не мучилась, убивает её. Впоследствии он узнает, что девушка могла болеть проказой, и понимает, что мог заразиться от неё. Отчаянно пытаясь покинуть Эфиопию, Сильвестри убьёт снова.

## В ролях
- Николас Кейдж — Энрико Сильвестри
- Рикки Тоньяцци — Марио
- Патрис-Флора Праксо — Мариам
- Джанлука Фавилья — водитель
- Джордж Клэйс — врач
- Роберт Льенсон — Йоханес
- Паопе Андреоли — генерал
- Марио Мацаротто — армейский письмоводитель
- Мишель Милег — рабочий
- Франко Тревеси — сержант
- Джанкарло Джаннини — майор